# بيتاف (ماهرو)
بیتاف (بالفارسية: پای طاف) هي قرية تقع في إيران في قسم ماهرو الریفي. يقدر عدد سكانها بـ 25 نسمة بحسب إحصاء 2016.